# Wladimir Lukow
Wladimir Lukow (auch Vladimir Lukov geschrieben, bulgarisch Владимир Луков; * 2. Juni 1949) ist ein bulgarischer Dichter.
Seine Urahnen der Familie Tsipas stammen aus dem griechischen Teil von Makedonien, Agios Panteleimonas, in der Nähe von Florina.
Lukow studierte an der St.-Kliment-Ohridski-Universität Sofia Geografie und Philosophie.
Seine ersten poetischen Werke stammen aus dem Jahr 1969.
Viele bulgarische und makedonische Literaturzeitschriften und Anthologien veröffentlichen seine Gedichte. Die bulgarische Literaturkritik bezeichnet die Poesie von Wladimir Lukow als „philosophisch und rätselhaft“. Der Dichter ist Mitglied des  Verbands der Freien Schriftsteller in Bulgarien.

## Werke
- „Der Mensch mit Prothesen“ (1992)
- „Kundschafter“ (1993)
- „Gottlose Inkarnationen“ (1999)
- „Die Schlucht“ (2001)
- „Sinnesvergleich“ (2006)
- „Vorsehungen“ (Skopje, 2006, Buchreihe „Balkanschriftsteller“)
- „Windspuren“ (2007)
- „Durchschimmern“ (2009)
- „Saiten aus der Unendlichkeit“ (2011)